# Aleksandrów (Opole)
Pour les articles homonymes, voir Aleksandrów.
Aleksandrów est une localité polonaise de la gmina de Praszka, située dans le powiat d'Olesno en voïvodie d'Opole.